# 10 kilomètres marche masculin aux Jeux olympiques de 1920
Pour un article plus général, voir Athlétisme aux Jeux olympiques de 1920.
Navigation
Stockholm 1912 Paris 1924
L'épreuve du 10 kilomètres marche masculin aux Jeux olympiques de 1920 s'est déroulée les 17 et 18 août 1920 avec une arrivée au Stade olympique d'Anvers, en Belgique. Elle est remportée par l'Italien Ugo Frigerio.

## Résultats

### Finale
| Rang               | Athlète              | Temps         |
| ------------------ | -------------------- | ------------- |
| Médaille d'or      | Ugo Frigerio (ITA)   | 48 min 06 s 2 |
| Médaille d'argent  | Joseph Pearman (USA) | 49 min 40 s 2 |
| Médaille de bronze | Charles Gunn (GBR)   | 49 min 43 s 9 |
| 4                  | Cecil McMaster (RSA) | 50 min 04 s 0 |
| 5                  | William Hehir (GBR)  | 50 min 11 s 8 |
| 6                  | Thomas Maroney (USA) | 50 min 24 s 4 |
| 7                  | Jean Seghers (BEL)   | 50 min 32 s 4 |
| 8                  | Antoine Doyen (BEL)  | 56 min 30 s 0 |
| —                  | Luis Meléndez (ESP)  | DNF           |
| —                  | George Parker (AUS)  | DQ            |
| —                  | Donato Pavesi (ITA)  | DQ            |
| —                  | William Plant (USA)  | DNS           |